# Cantone di Saint-Cyr-sur-Mer
Il Cantone di Saint-Cyr-sur-Mer è una divisione amministrativa degli arrondissement di Brignoles e di Tolone.
È stato istituito a seguito della riforma dei cantoni del 2014, che è entrata in vigore con le elezioni dipartimentali del 2015.

## Composizione
Comprende i comuni di:
- Le Beausset
- La Cadière-d'Azur
- Le Castellet
- Nans-les-Pins
- Plan-d'Aups-Sainte-Baume
- Riboux
- Saint-Cyr-sur-Mer
- Saint-Zacharie
- Signes